# Paradoxo das cartas
O paradoxo das cartas é um variante não-referencial do paradoxo do mentiroso construído por Philip Jourdain. Ele também é conhecido como o paradoxo do cartão postal, paradoxo Jourdain ou paradoxo de Jourdain.

## O paradoxo
Suponha que haja um cartão com instruções impressas em ambos os lados:
| Frente: | A sentença do outro lado deste cartão é VERDADEIRA. |
| Verso:  | A sentença do outro lado deste cartão é FALSA.      |

Tentando atribuir um valor verdade para qualquer um deles leva a um paradoxo.
1. Se a primeira afirmação é verdadeira, então a segunda é verdadeira. Mas se a segunda afirmação é verdadeira, então a primeira afirmação é falsa. Daqui resulta que, se a primeira afirmação é verdadeira, então a primeira afirmação é falsa.

1. Se a primeira declaração é falsa, então a segunda é falsa, também. Mas se a segunda afirmação é falsa então a primeira afirmação é verdadeira. Daqui resulta que, se a primeira afirmação é falsa, então a primeira afirmação é verdadeira.

O mesmo mecanismo se aplica a segunda afirmação. Nenhuma das frases emprega autorreferência, este é um caso de referência circular. Veja o Paradoxo de Yablo para uma variação do paradoxo do mentiroso que não conta com referência circular.